# Пегесторф
Пегесторф (њем. Pegestorf) општина је у њемачкој савезној држави Доња Саксонија. Једно је од 32 општинска средишта округа Холцминден. Према процјени из 2010. у општини је живјело 455 становника. Посједује регионалну шифру (AGS) 3255032.

## Географски и демографски подаци
Пегесторф се налази у савезној држави Доња Саксонија у округу Холцминден. Општина се налази на надморској висини од 104 метра. Површина општине износи 8,3 km². У самом мјесту је, према процјени из 2010. године, живјело 455 становника. Просјечна густина становништва износи 55 становника/km².